# Reprezentacja Chile U-20 w piłce nożnej mężczyzn
Reprezentacja Chile U–20 w piłce nożnej – młodzieżowa reprezentacja Chile sterowana przez Chile Związek Piłki Nożnej. Jej największym sukcesem jest trzecie miejsce na świecie w 2003 roku.

## Występy w MŚ U–20
- 1977: Nie zakwalifikowała się
- 1979: Nie zakwalifikowała się
- 1981: Nie zakwalifikowała się
- 1983: Nie zakwalifikowała się
- 1985: Nie zakwalifikowała się
- 1987: Czwarte miejsce
- 1989: Nie zakwalifikowała się
- 1991: Nie zakwalifikowała się
- 1993: Nie zakwalifikowała się
- 1995: Faza grupowa
- 1997: Nie zakwalifikowała się
- 1999: Nie zakwalifikowała się
- 2001: Faza grupowa
- 2003: Nie zakwalifikowała się
- 2005: II runda
- 2007: Trzecie miejsce
- 2009: Nie zakwalifikowała się
- 2011: Nie zakwalifikowała się
- 2013: Ćwierćfinał
- 2015: Nie zakwalifikowała się
- 2017: Nie zakwalifikowała się
- 2019: Nie zakwalifikowała się